# SpVgg Bayern Hof 2012-2013
Questa voce raccoglie le informazioni riguardanti la SpVgg Bayern Hof nelle competizioni ufficiali della stagione 2012-2013.

## Stagione
Nella stagione 2012-2013 il Bayern Hof, allenato da Norbert Schlegel, concluse il campionato di Regionalliga Baviera al 17º posto. Vince gli spareggi salvezza con il Großbardorf.

## Rosa
| N. |                      | Ruolo | Calciatore          |
| -- | -------------------- | ----- | ------------------- |
| 1  | Germania (bandiera)  | P     | Andreas Schall      |
| 2  | Romania (bandiera)   | D     | Cosmin-Adrian Ichim |
| 3  | Germania (bandiera)  | D     | Daniel Gareis       |
| 6  | Germania (bandiera)  | C     | Florian Ascherl     |
| 7  | Germania (bandiera)  | D     | Christian Schraps   |
| 9  | Serbia (bandiera)    | A     | Perparim Gashi      |
| 10 | Angola (bandiera)    | C     | Papi Henriques      |
| 11 | Germania (bandiera)  | A     | Cem Ekinci          |
| 13 | Germania (bandiera)  | C     | Harald Fleischer    |
| 14 | Germania (bandiera)  | C     | Daniel Meyer        |
| 15 | Germania (bandiera)  | C     | Daniel Felgenhauer  |
| 16 | Rep. Ceca (bandiera) | C     | Jakub Kubek         |

| N. |                               | Ruolo | Calciatore           |
| -- | ----------------------------- | ----- | -------------------- |
| 17 | Germania (bandiera)           | D     | Marcel Findeiß       |
| 18 | Germania (bandiera)           | D     | Sebastian Lindner    |
| 19 | Macedonia del Nord (bandiera) | A     | Maid Dzeladini       |
| 20 | Germania (bandiera)           | C     | Fernando Redondo     |
| 21 | Germania (bandiera)           | C     | Daniel Schäffler     |
| 22 | Germania (bandiera)           | P     | Christian Berchthold |
| 23 | Germania (bandiera)           | A     | Christopher Klaszka  |
| 25 | Germania (bandiera)           | D     | Emmanuel Gyasi       |
| 27 | Germania (bandiera)           | A     | Niklas Hörber        |
| 28 | Germania (bandiera)           | C     | Waldemar Schneider   |
| 30 | Germania (bandiera)           | C     | Christian Knorr      |
| 31 | Germania (bandiera)           | C     | Sebastian Bösel      |

## Organigramma societario
Area tecnica
- Allenatore: Norbert Schlegel
- Allenatore in seconda:
- Preparatore dei portieri: Roland Grüner
- Preparatori atletici:
- Analisi video:

## Calciomercato

### Sessione estiva
| Acquisti | Acquisti            | Acquisti        | Acquisti |
| R.       | Nome                | da              | Modalità |
| -------- | ------------------- | --------------- | -------- |
| A        | Niklas Hörber       | Werder Brema II |          |
| A        | Christopher Klaszka | Bayreuth        |          |

| Cessioni | Cessioni      | Cessioni              | Cessioni |
| R.       | Nome          | a                     | Modalità |
| -------- | ------------- | --------------------- | -------- |
| A        | Ali Yetkin    | İstanbul Güngörenspor |          |
| C        | Vignon Amegan | Eltersdorf            |          |

## Risultati

### Regionalliga

#### Girone di andata
| Arbitro: | Brand |

|              |           |  |
| Deptalla 66’ | Marcatori |  |

| Hof 25 luglio 2012, ore 18:30 CEST 2ª giornata | Bayern Hof | 0 – 0 referto | Bayern Monaco II | Stadion Grüne Au (4 800 spett.)\| Arbitro: \| Cortus \| |
| Arbitro:                                       | Cortus     |               |                  |                                                         |

| Arbitro: | Beretic |

|  |           |                 |
|  | Marcatori | 14’ Felgenhauer |

| Arbitro: | Darandik |

|                      |           |                  |
| Schäffler 84’ (rig.) | Marcatori | 79’ (rig.) Klose |

| Arbitro: | Solter |

|                       |           |  |
| Fries 53’ Tewelde 85’ | Marcatori |  |

| Arbitro: | Badstübner |

|  |           |                             |
|  | Marcatori | 40’ Schneider 66’ Schneider |

| Arbitro: | Pongratz |

|                                    |           |                 |
| Rosinger 38’, 76’ (rig.) Weiss 71’ | Marcatori | 30’, 90’ Ekinci |

| Arbitro: | Hanslbauer |

|  |           |                          |
|  | Marcatori | 60’ Wirsching 67’ Bieber |

| Arbitro: | Kornblum |

|                |           |              |
| Strohmaier 75’ | Marcatori | 9’ Fleischer |

| Arbitro: | Bloch |

|  |           |            |
|  | Marcatori | 39’ Yilmaz |

| Arbitro: | Ostheimer |

|  |           |            |
|  | Marcatori | 37’ Bläser |

| Arbitro: | Darandik |

|                                          |           |  |
| Ziereis 44’ (rig.) Maier 90’ Glatzel 90’ | Marcatori |  |

| Arbitro: | Valentin |

|             |           |           |
| Redondo 84’ | Marcatori | 88’ Krotz |

| Arbitro: | Wander |

|            |           |  |
| Tastan 13’ | Marcatori |  |

| Arbitro: | Achmüller |

|            |           |                     |
| Ekinci 35’ | Marcatori | 6’ Weiß 32’ Hagmann |

| Arbitro: | Albert |

|                |           |  |
| Einsiedler 50’ | Marcatori |  |

| Arbitro: | Huber |

|                                 |           |                                |
| Schäffler 19’ (rig.) Ekinci 33’ | Marcatori | 30’ Mintál 59’ Brown 70’ Čolak |

| Arbitro: | Pongratz |

|                                   |           |             |
| Petrovic 29’ (rig.) Klingmann 49’ | Marcatori | 31’ Klaszka |

| Arbitro: | Mix |

|                          |           |         |
| Schäffler 43’ Ekinci 74’ | Marcatori | 4’ Karg |

#### Girone di ritorno
| Arbitro: | Wander |

|                                     |           |            |
| Schraps 9’ Ekinci 48’ Henriques 66’ | Marcatori | 61’ Kaiser |

| Arbitro: | Marx |

|              |           |  |
| Ranković 53’ | Marcatori |  |

| Arbitro: | Badstübner |

|                         |           |              |
| Ichim 40’ Fleischer 90’ | Marcatori | 66’ Stijepic |

| Arbitro: | Hartmeier |

|                            |           |                           |
| Akbulut 1’ Geis 25’ (rig.) | Marcatori | 79’ Schäffler 84’ Klaszka |

| Hof 9 aprile 2013, ore 18:00 CEST 24ª giornata | Bayern Hof | 0 – 0 referto | Vikt. Aschaffenburg | Stadion Grüne Au (470 spett.)\| Arbitro: \| Badstübner \| |
| Arbitro:                                       | Badstübner |               |                     |                                                           |

| Arbitro: | Hertlein |

|               |           |                                    |
| Schneider 60’ | Marcatori | 21’ (aut.) Lutz 55’, 88’ Schäffler |

| Arbitro: | Emmer |

|                        |           |           |
| Ekinci 11’ Klaszka 82’ | Marcatori | 57’ Stolz |

| Arbitro: | Darandik |

|                  |           |            |
| Sonnenberger 22’ | Marcatori | 19’ Gareis |

| Arbitro: | Brand |

|                                |           |                                 |
| Schäffler 16’, 45’ (rig.), 73’ | Marcatori | 34’ (rig.) Reinhardt 51’ Thiede |

| Arbitro: | Stein |

|  |           |           |
|  | Marcatori | 86’ Gashi |

| Arbitro: | Ostheimer |

|  |           |           |
|  | Marcatori | 78’ Knorr |

| Arbitro: | Huber |

|           |           |                                                 |
| Ekinci 9’ | Marcatori | 6’ Knežević 16’ (rig.) Makos 45’ Maier 80’ Wolf |

| Arbitro: | Valentin |

|                                         |           |                           |
| Seybold 7’, 79’, 87’ Röwe 60’ Röder 74’ | Marcatori | 18’, 85’ (rig.) Schäffler |

| Arbitro: | Marx |

|                 |           |          |
| Felgenhauer 60’ | Marcatori | 38’ Ruiz |

| Arbitro: | Grimmeißen |

|           |           |                                |
| Ofosu 34’ | Marcatori | 15’, 39’ Schäffler 87’ Klaszka |

| Arbitro: | Pongratz |

|               |           |              |
| Schäffler 69’ | Marcatori | 43’ Schramme |

| Arbitro: | Hartmeier |

|                     |           |  |
| Mintál 5’ Čolak 37’ | Marcatori |  |

| Arbitro: | Mix |

|               |           |              |
| Schäffler 24’ | Marcatori | 32’ Neubauer |

| Arbitro: | Stein |

|                                  |           |  |
| Renk 29’ Brandt 38’ Scheller 58’ | Marcatori |  |

### Spareggi salvezza

#### Girone di andata
| Arbitro: | Badstübner |

|           |           |                                                                |
| Stahl 55’ | Marcatori | 4’, 31’, 83’, 85’ (rig.) Schäffler 33’ Felgenhauer 64’ Klaszka |

| Arbitro: | Leicher |

|                             |           |                                              |
| Lindner 13’ Felgenhauer 42’ | Marcatori | 10’ Mantlik 55’ Schönwiesner 87’ (rig.) Hirn |

## Statistiche

### Statistiche di squadra
| Competizione         | Punti | In casa | In casa | In casa | In casa | In casa | In casa | In trasferta | In trasferta | In trasferta | In trasferta | In trasferta | In trasferta | Totale | Totale | Totale | Totale | Totale | Totale | DR  |
| Competizione         | Punti | G       | V       | N       | P       | Gf      | Gs      | G            | V            | N            | P            | Gf           | Gs           | G      | V      | N      | P      | Gf     | Gs     | DR  |
| -------------------- | ----- | ------- | ------- | ------- | ------- | ------- | ------- | ------------ | ------------ | ------------ | ------------ | ------------ | ------------ | ------ | ------ | ------ | ------ | ------ | ------ | --- |
| Regionalliga Baviera | 40    | 19      | 5       | 7       | 7       | 21      | 26      | 19           | 5            | 3            | 11           | 18           | 30           | 38     | 10     | 10     | 18     | 39     | 56     | -17 |
| Spareggi salvezza    | -     | 1       | 0       | 0       | 1       | 2       | 3       | 1            | 1            | 0            | 0            | 6            | 1            | 2      | 1      | 0      | 1      | 8      | 4      | +4  |
| Totale               | 40    | 20      | 5       | 7       | 8       | 23      | 29      | 20           | 6            | 3            | 11           | 24           | 31           | 40     | 11     | 10     | 19     | 47     | 60     | -13 |

### Andamento in campionato
| Giornata  | 1  | 2  | 3  | 4  | 5  | 6  | 7  | 8  | 9  | 10 | 11 | 12 | 13 | 14 | 15 | 16 | 17 | 18 | 19 | 20 | 21 | 22 | 23 | 24 | 25 | 26 | 27 | 28 | 29 | 30 | 31 | 32 | 33 | 34 | 35 | 36 | 37 | 38 |
| --------- | -- | -- | -- | -- | -- | -- | -- | -- | -- | -- | -- | -- | -- | -- | -- | -- | -- | -- | -- | -- | -- | -- | -- | -- | -- | -- | -- | -- | -- | -- | -- | -- | -- | -- | -- | -- | -- | -- |
| Luogo     | T  | C  | T  | C  | T  | C  | T  | C  | T  | C  | C  | T  | C  | T  | C  | T  | C  | T  | C  | C  | T  | C  | T  | C  | T  | C  | T  | C  | T  | T  | C  | T  | C  | T  | C  | T  | C  | T  |
| Risultato | P  | N  | V  | N  | P  | P  | P  | P  | N  | P  | P  | P  | N  | P  | P  | P  | P  | P  | V  | V  | P  | V  | N  | N  | V  | V  | N  | V  | V  | V  | P  | P  | N  | V  | N  | P  | N  | P  |
| Posizione | 15 | 16 | 10 | 12 | 17 | 18 | 19 | 19 | 19 | 20 | 20 | 20 | 20 | 19 | 20 | 20 | 20 | 20 | 20 | 20 | 20 | 20 | 19 | 19 | 19 | 19 | 19 | 17 | 16 | 15 | 15 | 15 | 17 | 15 | 15 | 15 | 16 | 17 |

Legenda:

Luogo: C = Casa; T = Trasferta. Risultato: V = Vittoria; N = Pareggio; P = Sconfitta.

### Statistiche dei giocatori
| F. Ascherl     | 23 | 0  | 4 | 0 |
| C. Berchthold  | 38 | 0  | 0 | 0 |
| S. Bösel       | 33 | 0  | 3 | 0 |
| F. Coduti      | 3  | 0  | 0 | 0 |
| M. Dzeladini   | 6  | 0  | 1 | 0 |
| C. Ekinci      | 37 | 8  | 3 | 0 |
| D. Felgenhauer | 35 | 2  | 8 | 2 |
| M. Findeiß     | 16 | 0  | 5 | 0 |
| H. Fleischer   | 23 | 2  | 5 | 0 |
| D. Gareis      | 31 | 1  | 3 | 0 |
| P. Gashi       | 25 | 1  | 8 | 2 |
| E. Gyasi       | 6  | 0  | 2 | 0 |
| P. Henriques   | 11 | 1  | 2 | 0 |
| N. Hörber      | 9  | 0  | 1 | 0 |
| C. Ichim       | 18 | 1  | 1 | 1 |
| C. Klaszka     | 25 | 4  | 0 | 0 |
| C. Knorr       | 13 | 1  | 1 | 0 |
| J. Kubek       | 15 | 0  | 0 | 0 |
| S. Lindner     | 27 | 0  | 3 | 0 |
| D. Meyer       | 34 | 0  | 1 | 0 |
| F. Redondo     | 8  | 1  | 1 | 1 |
| A. Schall      | 1  | 0  | 0 | 0 |
| W. Schneider   | 15 | 0  | 3 | 1 |
| C. Schraps     | 31 | 1  | 4 | 1 |
| D. Schäffler   | 37 | 15 | 2 | 0 |